# 톱타자
톱타자는 야구에서 빠른 발을 이용하여 1번 타자의 임무를 수행하는 타자를 가르킨다. 주로 출루를 목적으로 하는 타자가 된다.

## 특징
톱타자는 야구에서 1번 타자를 가르키기 때문에 빠른 발이 가장 요구되는 직책이다. 또한 톱타자의 역할을 하려면 볼넷과 같은 사사구를 얻을 수 있는 선구안이 요구되며 빠른 발을 이용해 도루를 할 수 있는 능력을 겸비해야 맡을 수 있는 직책이 된다. 2번 타자와 함께 테이블 세터의 역할을 맡는 중요한 역할을 하며 이는 클린업 트리오를 통해 득점할 수 있는 원동력이 된다. 또한 톱타자는 득점권으로 불리는 2루나 3루로의 진루도 잘할 수 있는 것까지 함께 요구가 되며 이는 팀의 득점력을 높여주는 요인으로 작용되기 때문에 톱타자로서 가져야할 능력 중 매우 중요한 능력이 된다.

## 같이 보기
- 타자
- 테이블 세터